# 講談社ラノベチャレンジカップ
講談社ラノベチャレンジカップ（こうだんしゃラノベチャレンジカップ）は、講談社ラノベ文庫がかつて主催していた公募新人文学賞の一つである。

## 概要
常に新しい才能を発見することが、講談社ラノベ文庫の最大の使命となっており、先に創設された講談社ラノベ文庫新人賞と併せて新人作家の発掘に力を加えるべく創設された。第1回の募集には384作が集まり、その中から4作が賞を受賞した。第1回より年1回（毎年10月31日締切）の募集であった。
講談社ラノベ文庫新人賞同様、一次選考通過者全員に作品の評価シートが送られた。また編集部の様子を見るため、作品創りに対するアドバイスなどを行うために二次選考通過者全員をラノベ文庫編集部へ招き入れていた。その際に1作品につき原則1名、上限付きで往復交通費等が全額支給されるのが講談社ラノベ文庫新人賞との大きな違いであった。
第1回および第2回の募集時には応募作品の枚数制限が100枚 - 150枚（40文字×34行）とされていたが、第3回の募集より下限枚数が80枚で上限は無制限となった。これは第1回・第2回の選考委員を務めた杉井光の提案によるものである。変更後の応募規定に基づき行われた第3回選考においては「ページ数が多いから受賞したわけではない」ものの「通常の3倍を越えるページ数の作品」が大賞を受賞するという結果となった。
講談社ラノベ文庫が募集する新人賞は、講談社ラノベチャレンジカップの他に講談社ラノベ文庫新人賞もあり、新人作家の発掘に積極的であることがうかがえる。
2018年の第8回をもって廃止され、2019年以降は講談社ラノベ文庫新人賞に統合されることになった。

## 賞の種類
- 大賞 - 賞金100万円、受賞作品にて作家デビュー
- 優秀賞 - 賞金50万円、受賞作品にて作家デビュー
- 佳作 - 賞金10万円、受賞作品にて作家デビュー

受賞作品については講談社ラノベ文庫公式サイトならびに、募集締め切り翌年に発売される文庫挟み込みチラシにて発表された。

## 選考委員
第1回（2011年） - 第2回（2012年）
杉井光（ライトノベル作家）、講談社ラノベ文庫編集部
第3回（2013年） - 第5回（2015年）
竹井10日（ライトノベル作家）、講談社ラノベ文庫編集部
第6回（2016年） - 第8回（2018年）
鏡貴也（ライトノベル作家）、講談社ラノベ文庫編集部

## 入賞作品一覧
斜字は未刊行作品。（）内は改題。
| 回数             | 応募作 総数 | 賞     | タイトル （刊行時表題）                                                                                        | 著者 （刊行時筆名）     |
| ---------------- | ----------- | ------ | --- | ----------------------- |
| 第1回 （2011年） | 384         | 大賞   | 魔法少女地獄                                                                                                   | 安藤白悧                |
| 第1回 （2011年） | 384         | 優秀賞 | ごーいんぐ? ほーみんぐ!                                                                                        | 霧鳴篤明                |
| 第1回 （2011年） | 384         | 佳作   | 赤猫のベニさん （ベニ・コンプレックス）                                                                        | 曽我部浩人              |
| 第1回 （2011年） | 384         | 佳作   | 魔法使いの実習生 （銀糸の魔法式）                                                                              | 朝倉イネ （浅倉イネ）   |
| 第2回 （2012年） | 150         | 大賞   | 女子には誰にも言えない秘密があるんです! 〜双子だから倍だけどねっ〜 （女子には誰にも言えない秘密があるんです!） | 山本充実                |
| 第2回 （2012年） | 150         | 佳作   | ストレンジ／エッジ （ストレンジ・エッジ）                                                                      | 椿博太                  |
| 第2回 （2012年） | 150         | 佳作   | Die maschinen Fräulein                                                                                         | 中村紘崇                |
| 第2回 （2012年） | 150         | 佳作   | リディの恋愛必勝マニュアル （シス×トラ）                                                                       | 橘九位                  |
| 第3回 （2013年） | 254         | 大賞   | ドラグーンズ・メイル                                                                                           | 壬門州三                |
| 第3回 （2013年） | 254         | 佳作   | 僕と凛の、危険な日常。 （今日、となりには君がいない。）                                                        | 清水苺                  |
| 第3回 （2013年） | 254         | 佳作   | 二線級ラブストーリー                                                                                           | 持崎湯葉                |
| 第4回 （2014年） | 310         | 佳作   | ぜんぶ死神が無能なせい                                                                                         | 広重若冲                |
| 第4回 （2014年） | 310         | 佳作   | 雛菊こころの深層心理 （雛菊こころのブレイクタイム）                                                            | ひなた華月              |
| 第4回 （2014年） | 310         | 佳作   | 隣にいつも （夜空ノ一振リ）                                                                                    | 雪崎ハルカ              |
| 第4回 （2014年） | 310         | 佳作   | イー・ヘブン                                                                                                   | 奥村惇一朗              |
| 第5回 （2015年） | 353         | 優秀賞 | ツール・ド・ガールズ!!                                                                                         | さいききょうや          |
| 第5回 （2015年） | 353         | 佳作   | 墓守のバラッド （白き姫騎士と黒の戦略家）                                                                      | 髙橋右手                |
| 第5回 （2015年） | 353         | 佳作   | スベテ観察記                                                                                                   | 域端更志                |
| 第5回 （2015年） | 353         | 佳作   | 超真面目くんと超不思議ちゃん 恋は戦いだ （友達いらない同盟）                                                   | 子魔都つむぎ （園生凪） |
| 第6回 （2016年） | 403         | 大賞   | 猫のいる店、猫のいた場所 （あのねこのまちあのねこのまち）                                                      | 紫野一歩                |
| 第6回 （2016年） | 403         | 優秀賞 | 業焔の大魔導士 〜まだファイアーボールしか使えない魔法使いだけど異世界最強〜                                    | 鬱沢色素                |
| 第6回 （2016年） | 403         | 佳作   | だからオカズは選べない                                                                                         | 天秤☆矢口               |
| 第7回 （2017年） | 502         | 優秀賞 | Fools and smoke                                                                                                | 衛元藤吾                |
| 第7回 （2017年） | 502         | 優秀賞 | caNcel -2 to 3- （姫ゴトノ色 ―The Eyes of Blood―）                                                             | 界達かたる              |
| 第7回 （2017年） | 502         | 佳作   | 傀儡のマトリョーシカ Her Nesting Dolls                                                                         | 河東遊民                |
| 第8回 （2018年） | 510         | 優秀賞 | 死神ネロは間違える                                                                                             | 二階堂リトル            |
| 第8回 （2018年） | 510         | 優秀賞 | 落第ピエロの喜劇論                                                                                             | 城野白                  |
| 第8回 （2018年） | 510         | 佳作   | 神様のいるこの世界で 獣はヒトの夢を見る                                                                        | 長野蕨                  |
| 第8回 （2018年） | 510         | 佳作   | お前が殺した骸にも人の名前があったんだ                                                                         | 風深模杳                |